# حمله با چاقو به افسران پلیس شارلروا در ۲۰۱۶
در ۶ آگوست ۲۰۱۶، مردی در شهر شارلوا، بلژیک با قمه به دو زن پلیس حمله کرد و توسط یک افسر پلیس دیگر به ضرب گلوله کشته شد.

## زمینه
این حمله یکی از مجموعه حملات به افسران پلیس بلژیک در سال ۲۰۱۶ بود، از جمله ضربات چاقو به دو افسر در ۷ سپتامبر ۲۰۱۶ در سن-ژان-مولنبیک و ضربات چاقو به افسران پلیس بروکسل در ۵ اکتبر ۲۰۱۶.

## شرح
طبق گزارشات پلیس و دادستان‌های بلژیک، این حمله درست قبل از ساعت ۴:۰۰ بعد از ظهر آغاز شد، ابتدا مهاجم به دو افسر مستقر در ایست بازرسی مراجعه کرد و بلافاصله یک قمه از کیف ورزشی بیرون کشید و آن را با شدت به سمت سر افسر چرخاند. افسر سومی که در همان نزدیکی مستقر شده بود مهاجم را هدف گلوله قرار داد. گزارش شده که مهاجم در هنگام حمله " الله اکبر "فریاد زده‌است. نخست‌وزیر شارل میشل گفت که تصور می‌شود این حادثه یک حمله تروریستی باشد که عنوان اولین حمله تروریستی در بلژیک از زمان حملات مارس ۲۰۱۶ بروکسل در ماه مارس است. دولت اسلامی عراق و شام (داعش) مسئولیت این حمله را بر عهده گرفت.

## مجرم
مهاجم یک مرد ۳۳ ساله الجزایری بود که سابقه کیفری داشت. وی از سال ۲۰۱۲ تا زمان مرگش به طور غیرقانونی در بلژیک زندگی کرده بود. وی در مسجد فرسیئن حضور داشت. مقامات بلژیکی حروف اول مهاجم به اسم KB منتشر کرده‌اند اما نام وی را به طور کامل فاش نکردند. رسانه‌ها نام این مرد را «خالد بابوری» گزارش کردند.
دو حکم اخراج از کشور برای مهاجم صادر شده بود، اما بخاطر اینکه الجزایر و بلژیک فاقد توافق دیپلماتیک هستند، این حکم اجرا نشد. عامل جنایت به طور ایمن بازداشت نشد چون بلژیک فضاهای کمتری نسبت به افرادی که برای آنها دستور اخراج صادر شده، در بازداشتگاه‌های امن دارد.

## قربانیان
هر دو قربانی زن پلیس بودند (کورین و هاکیما). یکی از ناحیه فک آسیب دید و مجبور شد برای جلوگیری از فلج صورت دومین عمل جراحی را انجام دهد. دیگری دچار «زخم بزرگ صورت» شد و جراحات تهدید کننده زندگی داشت. هر دو به عنوان موارد اورژانسی در بیمارستان تحت عمل جراحی قرار گرفتند.

## تحقیقات
وزیر کشور اظهار داشت که OCAM (ارگان هماهنگی برای تجزیه و تحلیل تهدیدها) در حال ارزیابی این حمله جهت " تعیین تروریستی بودن آن " است. عصر روز حمله یک خانه " مسکن اجتماعی " توسط توسط پلیس بازدید شد و روز بعد همین خانه دوباره توسط پلیس فدرال، یک واحد شواهد و یک گروه بررسی کننده بمب بازدید شد. لو سویر گزارش داد که یک خانواده الجزایری در این اقامتگاه زندگی می‌کنند.

## واکنش
پادشاه بلژیک فیلیپ بلژیک از قربانیان و محل حادثه بازدید کرد.
حزب Mouvement Réformator قانونی به پارلمان بلژیک ارائه کرد که کمک‌های خارجی بلژیک از کشورهایی که اجازه بازگشت به اتباع خود را نمی‌دهند، قطع شود. (افرادی به صورت مهاجر غیرقانونی در بلژیک حضور دارند). این حمله به عنوان مثال ذکر شد.